# Соцгород (Кривой Рог)

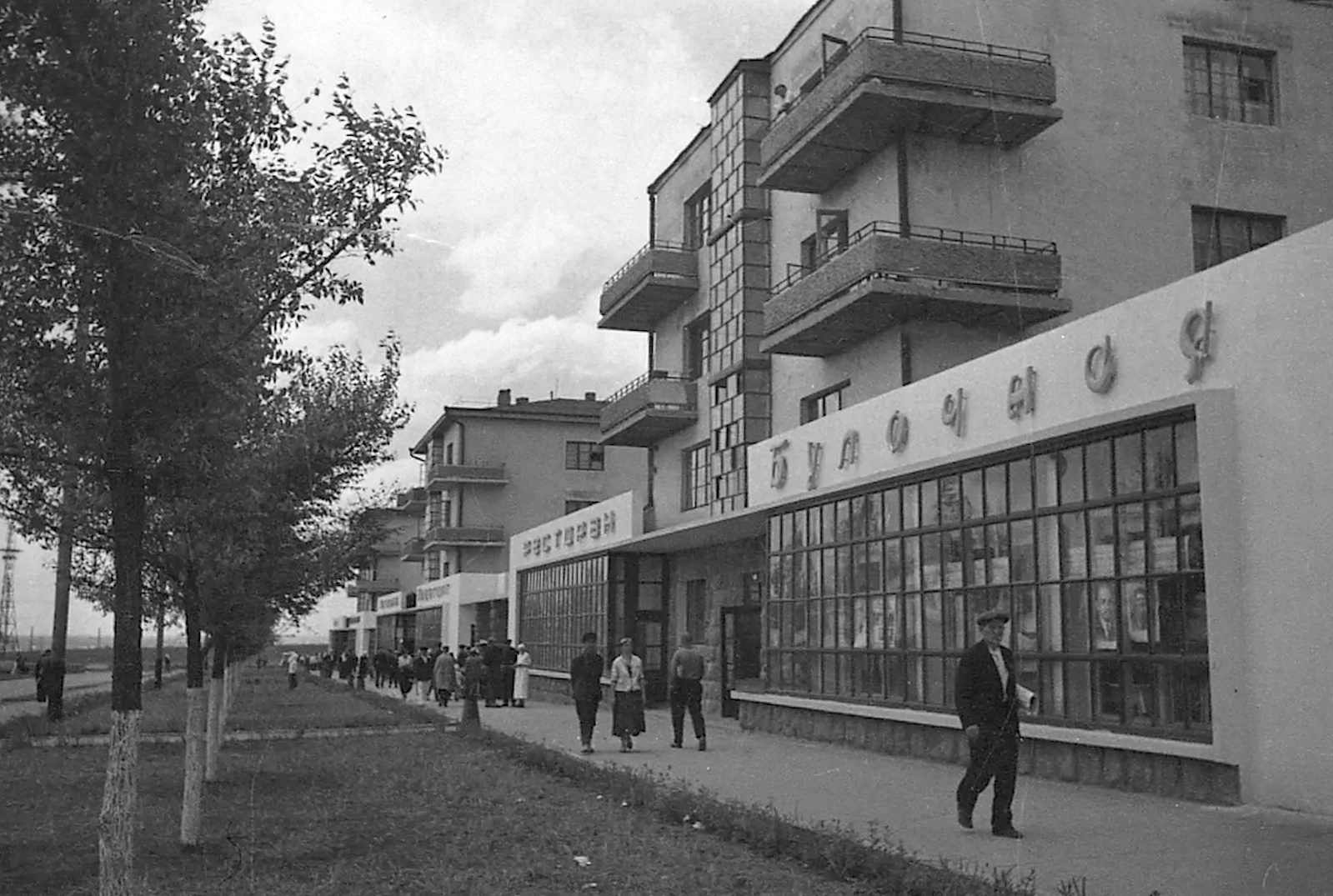
Революционная улица (ныне улица Степана Тильги)

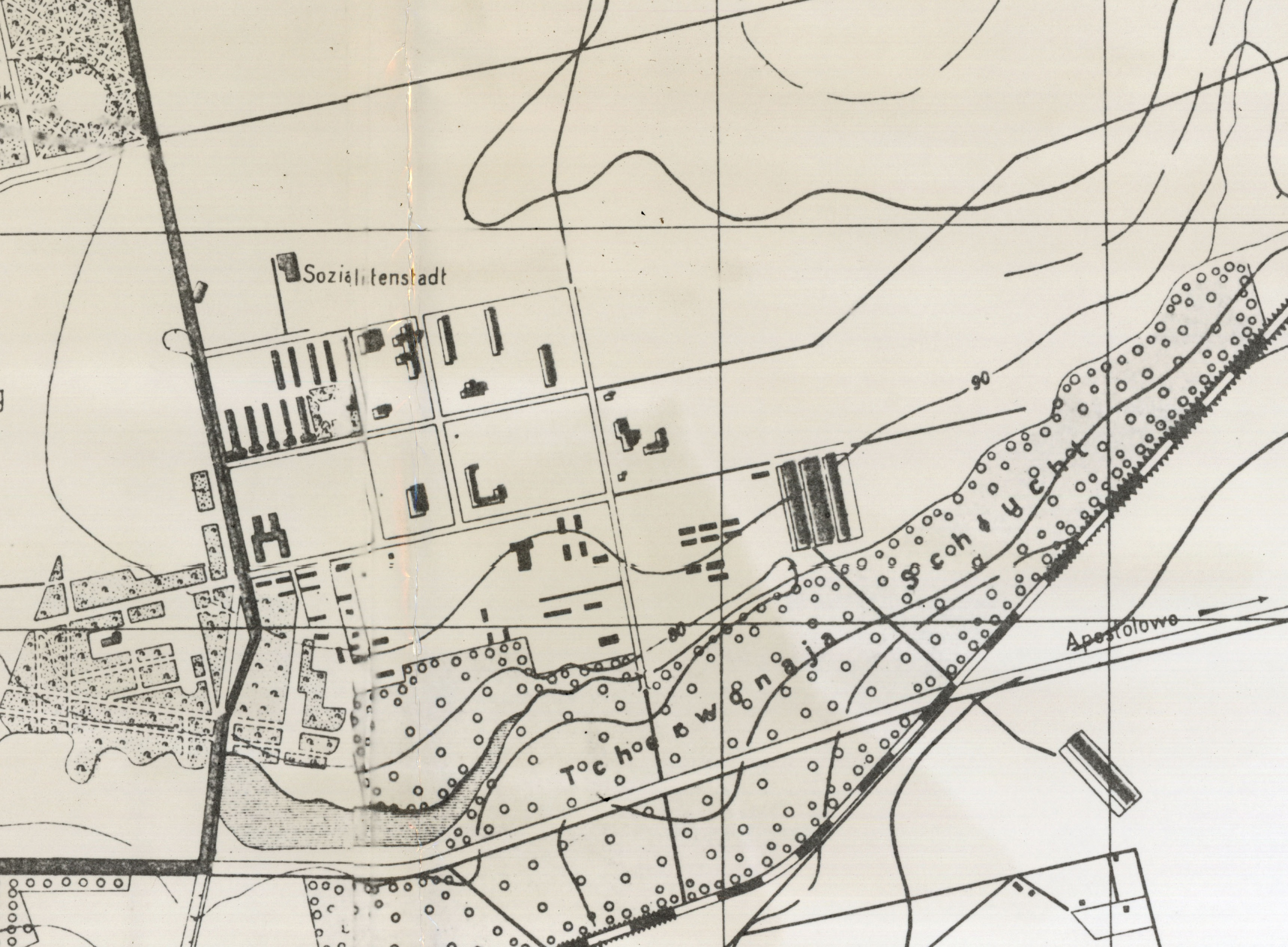
План Соцгорода (Socialistenstadt) времён немецкой оккупации. 1943 год

С этого дома, построенного в июле 1931 года бригадой Михаила Сутермана, начался Соцгород
Соцго́род (укр. Соцмісто) — историческая местность, жилой массив комплексной застройки типа соцгород в центре Металлургического района города Кривой Рог в Украине.

## История
Район проектировался и строился с 1931 по 1936 год архитектором Иосифом Каракисом совместно с архитектором Петром Юрченко.
В августе 1935 года построена школа-гигант.
До недавнего времени центром Кривого Рога считалась его историческая часть — Город в Центрально-Городском районе, но в последнее время из-за активного развития торговой инфраструктуры, центр города фактически переместился на близлежащие 95-й квартал и Соцгород, где расположена крупная транспортная развязка, исполком Криворожского городского совета, офисные здания, торговые комплексы, кафе и рестораны, главный стадион. Помимо двух станций скоростного трамвая, здесь проходят пути трамвая, а по проспекту Металлургов проходит линия троллейбуса. В Соцгороде находятся редакции газет «Красный горняк» и «Звезда-4».

## Характеристика
Центром Соцгорода считается пересечение улицы Соборности и проспекта Металлургов. Рядом находится станция скоростного трамвая Проспект Металлургов, «Центральный» рынок Металлургического района, стадион «Металлург», Криворожский государственный цирк в северной части района. На территории Соцгорода располагаются два больших парка: парк имени Богдана Хмельницкого и парк Героев. К достопримечательностям можно отнести музыкальный фонтан у входа в исполком Криворожского городского совета и крупнейшие в Европе цветочные часы в парке Героев.
На юге Соцгород граничит с крупнейшим металлургическим предприятием Украины — АрселорМиттал Кривой Рог, что ухудшает экологическую обстановку в районе.
Архитектура Соцгорода представляет собой строения 1930—1950-х годов, в основном это 4—5-этажные дома-«сталинки» и, в меньшей мере, кирпичные и панельные «хрущёвки».

## Галерея

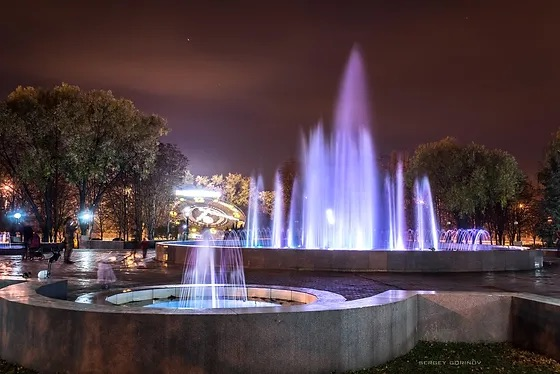
Фонтаны перед зданием горисполкома
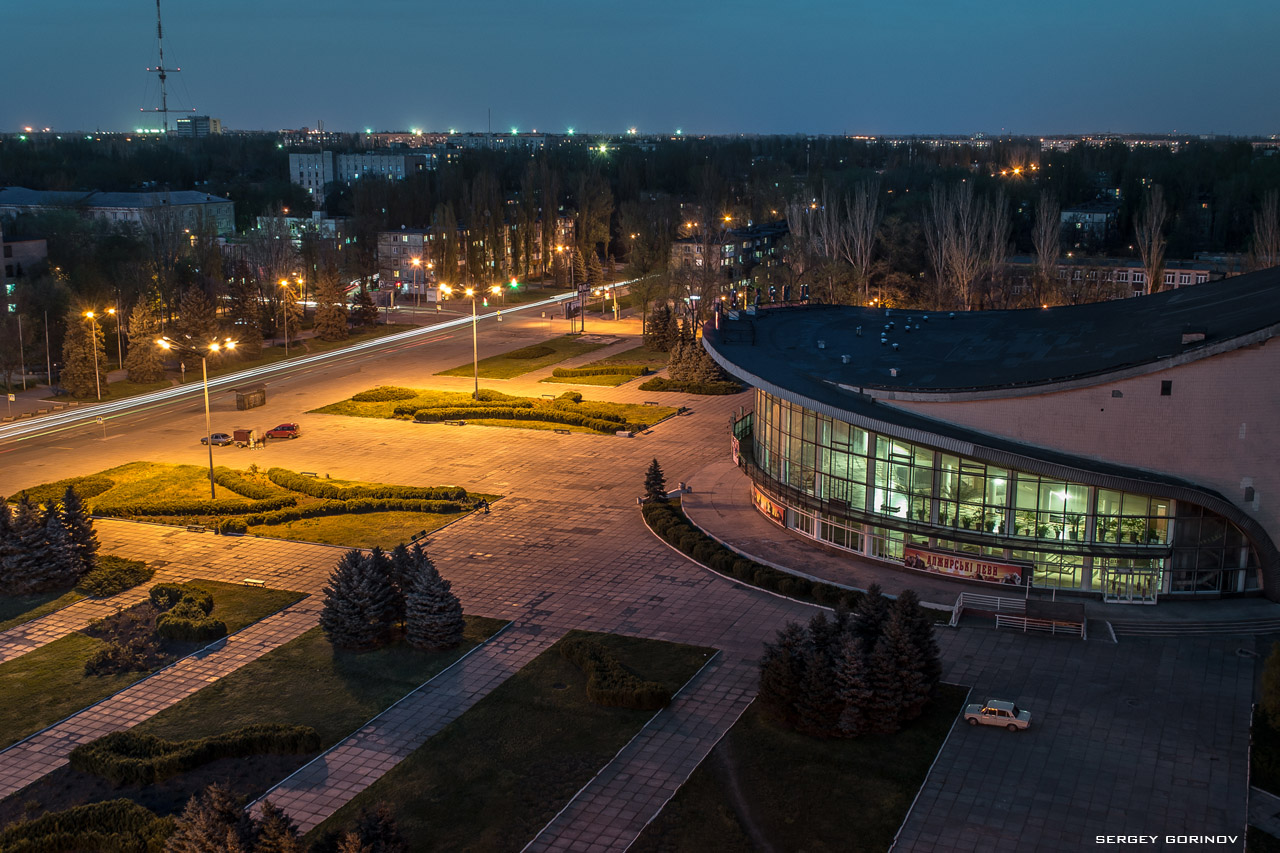
Улица Виталия Матусевича
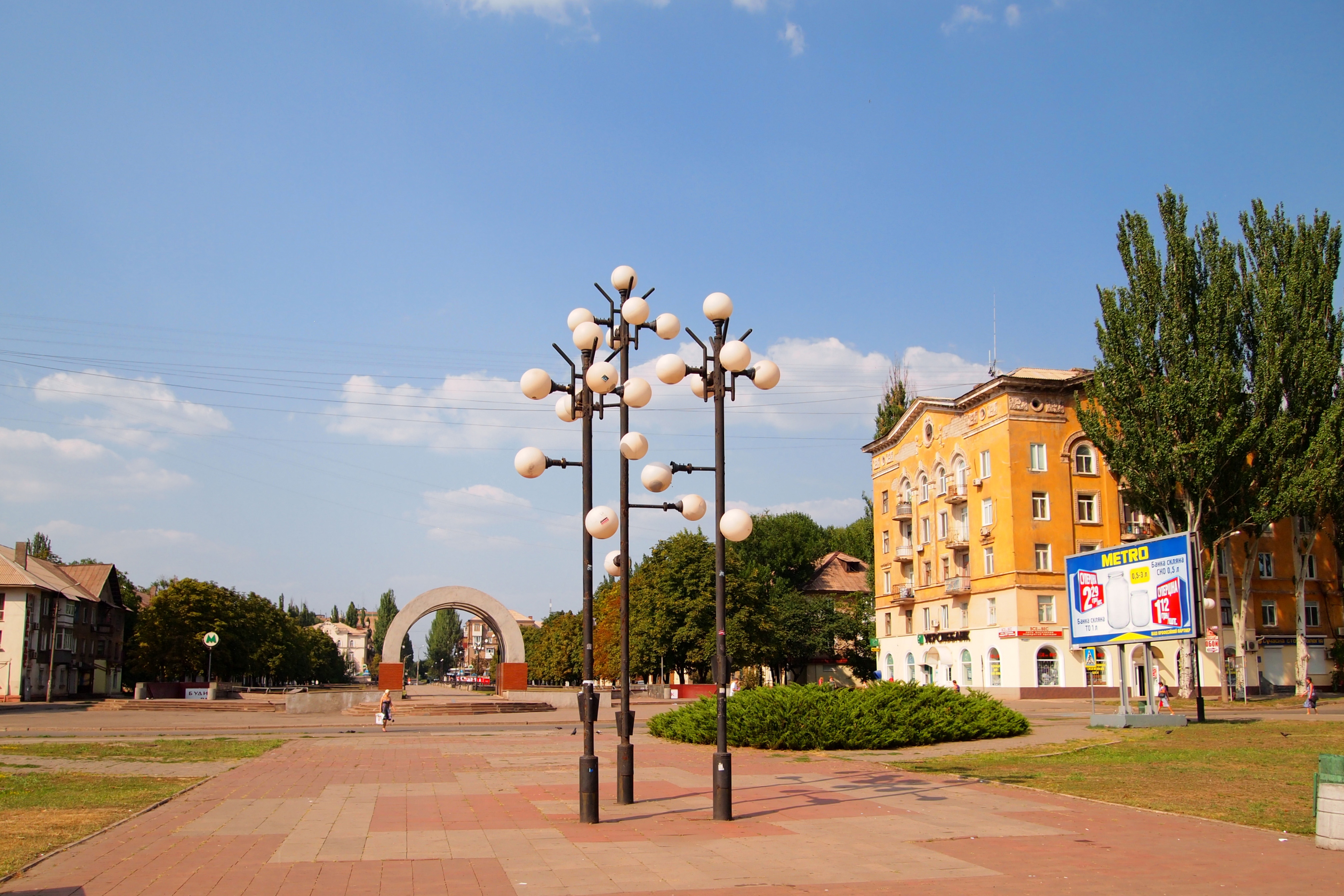
Улица Героев АТО
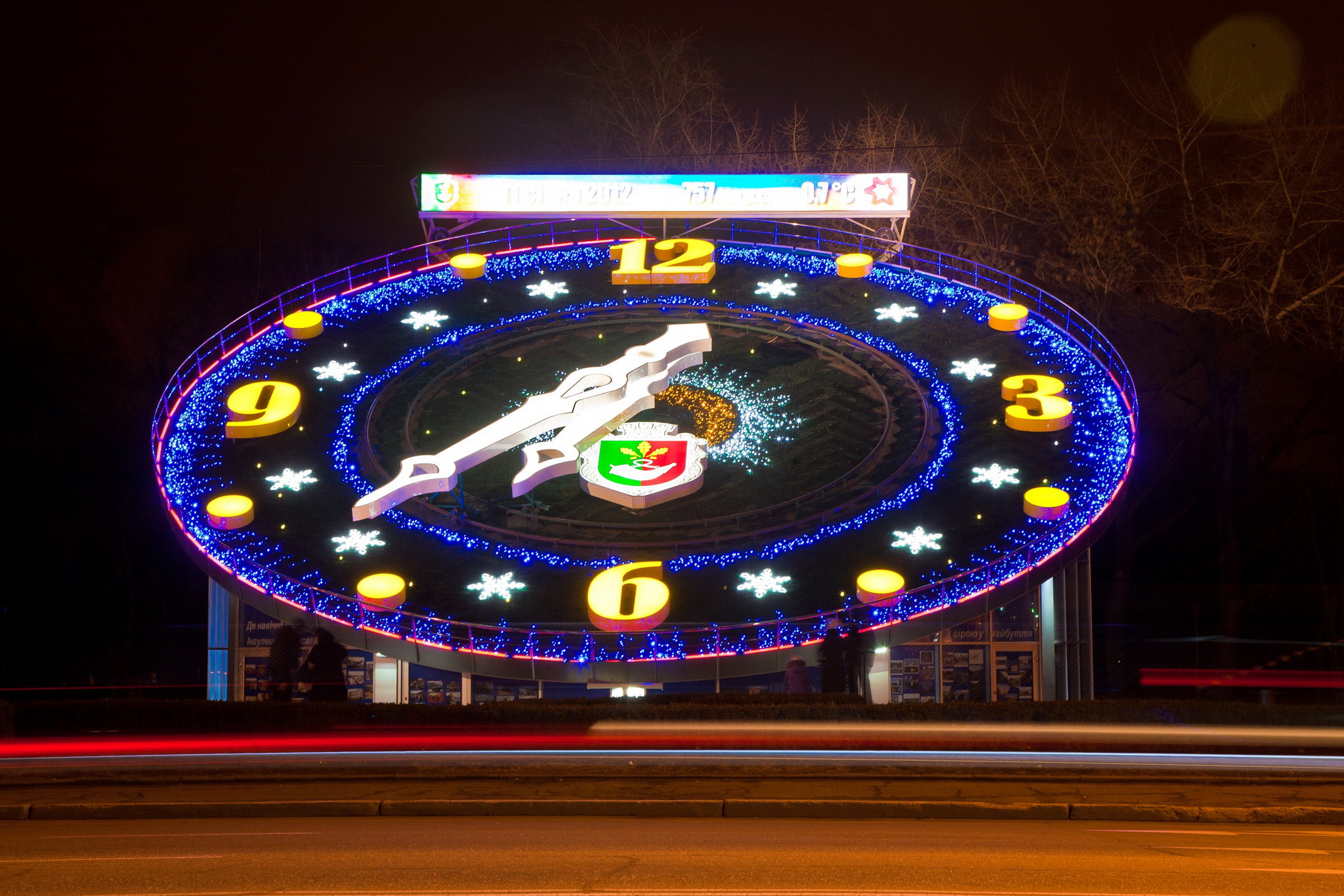
Цветочные часы
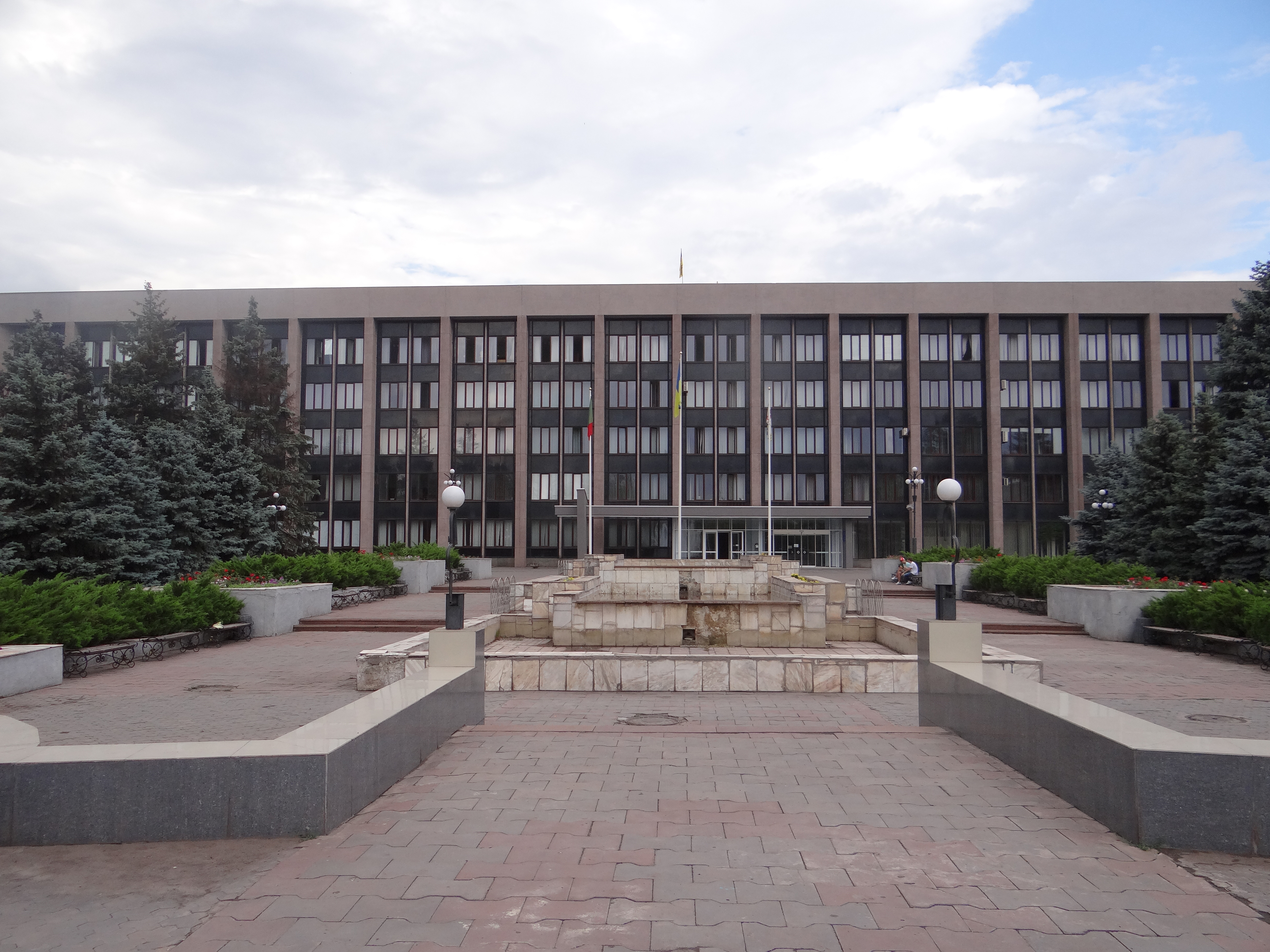
Исполком Криворожского городского совета